# Laura Pigossiová
Laura Pigossiová Herrmannová de Andrade (* 2. srpna 1994 São Paulo) je brazilská profesionální tenistka. Ve své dosavadní kariéře na okruhu WTA Tour nevyhrála žádný turnaj. V sérii WTA 125 vybojovala jednu singlovou i deblovou trofej. V rámci okruhu ITF získala deset titulů ve dvouhře a čtyřicet tři ve čtyřhře.
Na žebříčku WTA byla ve dvouhře nejvýše klasifikována v srpnu 2022 na 100. místě a ve čtyřhře v dubnu 2025 na 104. místě. Trénuje ji German Puentes. Dříve tuto roli plnil Martin Vilar.
V brazilském týmu Billie Jean King Cupu debutovala v roce 2013 medellínským základním blokem I. skupiny americké zóny proti Mexiku, v němž s Telianou Pereirovou vyhrála čtyřhru. Brazilky zvítězily 3:0 na zápasy. Do dubna 2024 v soutěži nastoupila ke čtrnácti mezistátním utkáním s bilancí 5–5 ve dvouhře a 4–3 ve čtyřhře.
Brazílii reprezentovala na Letních olympijských hrách 2020 v Tokiu, které byly o rok odloženy pro koronavirovou pandemii. Do ženské čtyřhry nastoupila s Luisou Stefaniovou. Na pokraji vyřazení se ocitly už ve druhém kole, kde musely odvracet čtyři mečboly proti Češkám Karolíně Plíškové a Markétě Vondroušové. Po semifinálové prohře se Švýcarkami Belindou Bencicovou aViktorijí Golubicovou se utkaly o bronz s Ruskami Jelenou Vesninovou a Veronikou Kuděrmetovovou, které přehrály poměrem [11–9] v rozhodujícím supertiebreaku poté, co odvrátily od stavu [5–9] čtyři mečboly v řadě.

## Tenisová kariéra
V rámci hlavních soutěží událostí okruhu ITF debutovala v červnu 2009, když na turnaji v argentinské Córdobě dotovaném 10 tisíci dolary nastoupila do čtyřhry. S krajankou Carlou Tieneovou vypadly v semifinále. Premiérový singlový titul v této úrovni tenisu vybojovala během září 2012 v brazilském São José dos Campos, turnaji s rozpočtem 10 tisíc dolarů. Ve finále přehrála krajanku Marii Fernandu Alvesovou ze čtvrté světové stovky, přestože ve druhé sadě obdržela „kanára“.
Na okruhu WTA Tour debutovala únorovým Brasil Tennis Cupem 2013 ve Florianópolisu. Na úvod kvalifikace dvouhry podlehla 230. hráčce žebříčku Florencii Molinerové z Argentiny. Do čtyřhry nastoupila po boku krajanky Pauly Cristiny Gonçalvesové, ale soutěž opustily v úvodním kole. První zápas na túře vyhrála o dva roky později v deblu Brasil Tennis Cupu 2015, když s Marií Fernandou Alvesovou vyřadily třetí nasazený pár Elena Bogdanová a Nicole Melicharová. Do semifinále premiérově postoupila na Korea Open 2019 po boku Číňanky Wang Ja-fan. Před branami finále však uhrály jen dva gamy na Hayley Carterovou s Luisou Stefaniovou.

## Utkání o olympijské medaile

### Ženská čtyřhra: 1 (1 bronzová medaile)
| Stav  | rok  | místo konání    | povrch | spoluhráčka      | soupeřky                                | výsledek         |
| ----- | ---- | --------------- | ------ | ---------------- | --------------------------------------- | ---------------- |
| Bronz | 2020 | Tokio, Japonsko | tvrdý  | Luisa Stefaniová | Veronika Kuděrmetovová Jelena Vesninová | 4–6, 6–4, [11–9] |

## Finále na okruhu WTA Tour
| Legenda                  |
| ------------------------ |
| D – dvouhra; Č – čtyřhra |
| Grand Slam (0)           |
| Turnaj mistryň (0)       |
| WTA 1000 (0)             |
| WTA 500 (0)              |
| WTA 250 (0–1 D; 0–1 Č)   |

### Dvouhra: 1 (0–1)
| Stav       | č. | datum          | turnaj           | kategorie | povrch | soupeřka ve finále | výsledek      |
| ---------- | -- | -------------- | ---------------- | --------- | ------ | ------------------ | ------------- |
| Finalistka | 1. | 10. dubna 2022 | Bogotá, Kolumbie | WTA 250   | antuka | Tatjana Mariová    | 3–6, 6–4, 2–6 |

### Čtyřhra: 1 (0–1)
| Stav       | č. | datum         | turnaj           | kategorie | povrch | spoluhráčka   | soupeřky ve finále                     | výsledek         |
| ---------- | -- | ------------- | ---------------- | --------- | ------ | ------------- | -------------------------------------- | ---------------- |
| Finalistka | 1. | 6. dubna 2025 | Bogota, Kolumbie | WTA 250   | antuka | Irina Baraová | Cristina Bucșová Sara Sorribes Tormová | 7–5, 2–6, [5–10] |

## Finále série WTA 125
| Legenda                  |
| ------------------------ |
| D – dvouhra; Č – čtyřhra |
| WTA 125 (1–0 D; 1–2 Č)   |

### Dvouhra: 1 (1–0)
| Stav    | č. | datum         | turnaj                  | povrch | soupeřka ve finále     | výsledek |
| ------- | -- | ------------- | ----------------------- | ------ | ---------------------- | -------- |
| Vítězka | 1. | prosinec 2023 | Buenos Aires, Argentina | antuka | María Lourdes Carléová | 6–3, 6–2 |

### Čtyřhra: 3 (1–2)
| Stav       | č. | datum         | turnaj                  | povrch | spoluhráčka        | soupeřky ve finále                         | výsledek         |
| ---------- | -- | ------------- | ----------------------- | ------ | ------------------ | ------------------------------------------ | ---------------- |
| Finalistka | 1. | březen 2024   | San Luis Potosí, Mexiko | antuka | Katarzyna Piterová | Anna Bondárová Tamara Zidanšeková          | bez boje         |
| Finalistka | 2. | listopad 2024 | Buenos Aires, Argentina | antuka | Majar Šarífová     | Maja Chwalińská Katarzyna Kawaová          | 4–6, 6–3, [7–10] |
| Vítězka    | 1. | prosinec 2024 | Florianópolis, Brazílie | antuka | Maja Chwalińská    | Nicole Fossa Huergová Valerija Strachovová | 7–6(7–3), 6–3    |

## Tituly na okruhu ITF
| Dotace turnajů okruhu ITF | Dotace turnajů okruhu ITF |
| ------------------------- | ------------------------- |
| 100 000 $ tournaments     | 80 000 $ tournaments      |
| 75 000 $ tournaments      | 60 000 $ tournaments      |
| 50 000 $ tournaments      | 25 000 $ tournaments      |
| 15 000 $ tournaments      | 10 000 $ tournaments      |

### Dvouhra (10 titulů)
| Č.  | datum         | turnaj                          | povrch | poražená finalistka     | výsledek           |
| --- | ------------- | ------------------------------- | ------ | ----------------------- | ------------------ |
| 1.  | září 2012     | São José dos Campos, Brazílie   | antuka | Maria Fernanda Alvesová | 6–2, 0–6, 7–5      |
| 2.  | červen 2014   | Campos do Jordão, Brazílie      | tvrdý  | Victoria Bosiová        | 4–6, 6–1, 7–6(7–2) |
| 3.  | listopad 2015 | Pereira, Kolumbie               | antuka | Victoria Bosiová        | 5–7, 6–0, 6–2      |
| 4.  | březen 2016   | São José do Rio Preto, Brazílie | antuka | Fernanda Britová        | 6–1, 7–5           |
| 5.  | únor 2021     | Villena, Španělsko              | tvrdý  | Jekatěrina Jašinová     | 3–6, 6–0, 6–4      |
| 6.  | březen 2021   | Puné, Indie                     | tvrdý  | Marianna Zakarljuková   | 6–0, 3–6, 7–6(7–5) |
| 7.  | říjen 2021    | Guayaquil, Ekvádor              | antuká | Katharina Gerlachová    | 6–0, 6–2           |
| 8.  | červenec 2023 | Feira de Santana, Brazílie      | tvrdý  | Jana Kolodynská         | 6–1, 6–3           |
| 9.  | únor 2024     | Pretorie, Jižní Afrika          | tvrdý  | Hanne Vandewinkelová    | 6–2, 4–6, 7–5      |
| 10. | září 2024     | São Paulo, Brazílie             | antuka | Beatrice Ricciová       | 6–7(3–7), 6–3, 6–3 |

### Čtyřhra (43 titulů)
| Č.  | datum         | turnaj                               | povrch | spoluhráčka                  | poražené finalistky                                 | výsledek               |
| --- | ------------- | ------------------------------------ | ------ | ---------------------------- | --------------------------------------------------- | ---------------------- |
| 1.  | srpen 2011    | Mogi das Cruzes, Brazílie            | antuka | Flávia Dechandt Araújová     | Eduarda Piaiová Karina Vendittiová                  | 7–6(7–3), 4–6, [12–10] |
| 2.  | září 2011     | São José dos Campos, Brazílie        | antuka | Flávia Dechandt Araújová     | María Irigoyenová Carla Lucerová                    | 3–6, 7–5, [10–8]       |
| 3.  | září 2012     | São José dos Campos, Brazílie        | antuka | Maria Fernanda Alvesová      | Paula Feitosová Nathália Rossiová                   | 6–0, 6–3               |
| 4.  | září 2012     | Bogotá, Kolumbie                     | antuka | Yuliana Lizarazová           | Blair Shankleová Laura Ucrósová                     | 6–2, 6–2               |
| 5.  | červenec 2013 | São Paulo, Brazílie                  | antuka | Carolina Zeballosová         | Nathália Rossiová Luisa Stefaniová                  | 6–3, 6–4               |
| 6.  | říjen 2013    | Asunción, Paraguay                   | antuka | Florencia Molinerová         | Vanesa Furlanettová Carolina Zeballosová            | 5–7, 6–4, [10–8]       |
| 7.  | listopad 2013 | Monterrey, Mexiko                    | tvrdý  | Florencia Molinerová         | Indy de Vroomeová Lenka Wienerová                   | 7–5, 7–5               |
| 8.  | prosinec 2013 | Mata de São João, Brazílie           | antuka | Paula Cristina Gonçalvesová  | Montserrat Gonzálezová Carolina Zeballosová         | 6–2, 6–2               |
| 9.  | prosinec 2013 | Bertioga, Brazílie                   | tvrdý  | Paula Cristina Gonçalvesová  | Verónica Cepede Roygová María Irigoyenová           | 2–6, 6–4, [10–7]       |
| 10. | červen 2014   | Campos do Jordão, Brazílie           | tvrdý  | Nathália Rossiová            | Victoria Bosiová Ana Clara Duarteová                | 6–4, 6–2               |
| 11. | září 2014     | Juárez, Mexiko                       | antuka | Mariana Duqueová             | Ioana Loredana Roșcová Lenka Wienerová              | 6–1, 3–6, [10–4]       |
| 12. | duben 2015    | Guadalajara, Mexiko                  | tvrdý  | Marcela Zacaríasová          | Maria Fernanda Alvesová Renata Zarazúová            | 6–1, 6–2               |
| 13. | srpen 2015    | Praha, Česko                         | antuka | Zuzana Luknárová             | Jana Jablonovská Vendula Žovincová                  | 6–3, 6–7(4–7), [10–6]  |
| 14. | září 2015     | Santa Fe, Argentina                  | antuka | María Álvarez Teránová       | Catalina Pellová Daniela Seguelová                  | 2–6, 6–2, [10–3]       |
| 15. | říjen 2015    | São Paulo, Brazílie                  | antuka | María Álvarez Teránová       | Melina Ferrerová Carla Lucerová                     | 6–3, 4–6, [10–5]       |
| 16. | listopad 2015 | Caracas, Venezuela                   | tvrdý  | Catalina Pellaová            | Jaqueline Cristianová Aymet Uzcáteguiová            | 5–7, 6–1, [10–4]       |
| 17. | listopad 2015 | Caracas, Venezuela                   | tvrdý  | Catalina Pellaová            | Julieta Estableová Ana Victoria Gobbi Monllauová    | 1–1skreč               |
| 18. | listopad 2015 | Pereira, Kolumbie                    | antuka | Jaqueline Cristianová        | María Fernanda Herazová Danielle Roldanová          | 7–5, 6–3               |
| 19. | květen 2016   | Hódmezővásárhely, Maďarsko           | antuka | Nadia Podoroská              | Irina Baraová Lina Gjorcheská                       | 6–3, 6–0               |
| 20. | červen 2016   | Minsk, Bělorusko                     | antuka | Ulrikke Eikeriová            | Ilona Kremenová Iryna Šymanovičová                  | 6–2, 6–4               |
| 21. | červenec 2016 | Campos do Jordão, Brazílie           | tvrdý  | Ingrid Martinsová            | Maria Fernanda Alvesová Luisa Stefaniová            | 6–3, 3–6, [10–8]       |
| 22. | září 2016     | Hua Hin, Thajsko                     | tvrdý  | Jana Sizikovová              | Wej Čan-lan Čao Čchien-čchien                       | 6–3, 2–6, [10–4]       |
| 23. | září 2016     | Hua Hin, Thajsko                     | tvrdý  | Katarzyna Kawaová            | Kamonwan Buajamová Lee Pchej-čch'                   | 7–5, 6–7(4–7), [10–6]  |
| 24. | listopad 2016 | Castellón, Španělsko                 | antuka | Jessika Ponchetová           | Arabela Fernández Rabenerová Isabelle Wallaceová    | 6–1, 6–3               |
| 25. | leden 2017    | Hammámet, Tunisko                    | antuka | María Teresa Torrová Florová | Cristina Dinuová Jana Sizikovová                    | 6–2, 6–4               |
| 26. | leden 2017    | Hammámet, Tunisko                    | antuka | Despina Papamichailová       | Victoria Munteanová Sun Sü-liou                     | 6–3, 4–6, [10–5]       |
| 27. | březen 2018   | Hammámet, Tunisko                    | antuka | Oana Gavrilăová              | Melanie Klaffnerová Oana Georgeta Simionová         | 7–5, 6–7(6–8), [11–9]  |
| 28. | březen 2018   | Hammámet, Tunisko                    | antuka | Montserrat Gonzálezová       | Camilla Scalaová Isabella Šinikovová                | 6–2, 6–0               |
| 29. | květen 2018   | Tbilisi, Gruzie                      | tvrdý  | Tereza Mihalíková            | Svjatlana Piraženková Erika Vogelsangová            | 6–4, 6–1               |
| 30. | květen 2018   | Les Franqueses del Vallès, Španělsko | tvrdý  | Giuliana Olmosová            | Raluca Șerbanová Prandžala Jadlapalliová            | 6–4, 6–4               |
| 31. | červenec 2018 | Řím, Itálie                          | antuka | Renata Zarazúaová            | Anastasia Grymalská Giorgia Marchettiová            | 6–1, 4–6, [13–11]      |
| 32. | červenec 2018 | Porto, Portugalsko                   | tvrdý  | Montserrat Gonzálezová       | Cristina Bucșová Ramu Uedaová                       | 7–5, 6–0               |
| 33. | únor 2019     | Šarm aš-Šajch, Egypt                 | tvrdý  | Anna Morginová               | Nika Šytkuská Anastasija Suchotinová                | 6–2, 6–2               |
| 34. | březen 2019   | Campinas, Brazílie                   | antuka | Danka Kovinićová             | Carolina Alvesová Gabriela Céová                    | 6–3, 6–2               |
| 35. | říjen 2019    | Lagos, Nigérie                       | tvrdý  | Rutudža Bhosaleová           | Sandra Samirová Prarthana Thombareová               | 4–6, 6–4, [10–7]       |
| 36. | říjen 2019    | Lagos, Nigérie                       | tvrdý  | Rutuja Bhosaleová            | Sandra Samirová Prarthana Thombareová               | 6–3, 6–7(3–7), [10–6]  |
| 37. | leden 2020    | Malibu, Spojené státy                | tvrdý  | Rosalie van der Hoeková      | Astrid Wanja Brune Olsenová Anastasija Jamačkineová | 6–4, 7–6(7–4)          |
| 38. | leden 2020    | Petit-Bourg, Francie                 | tvrdý  | Rosalie van der Hoeková      | Mylène Halemaiová Manon Léonardová                  | 6–2, 6–1               |
| 39. | září 2021     | Medellín, Kolumbie                   | antuka | María Herazo Gonzálezová     | Rasheeda McAdoová Victoria Rodríguezová             | 6–2, 7–5               |
| 40. | říjen 2021    | Lima, Peru                           | antuka | María Carléová               | María Paulina Pérezová Jessica Plazasová            | 6–1, 6–1               |
| 41. | listopad 2021 | Aparecida de Goiania, Brazílie       | antuka | Anna Sisková                 | Merel Hoedtová Luisa Meyer auf der Heideová         | 6–2, 7–6(5)            |
| 42. | květen 2024   | Wiesbaden, Německo                   | antuka | Samantha Murray Sharanová    | Himeno Sakacumeová Anita Wagnerová                  | 7–5, 6–2               |
| 43. | květen 2024   | Záhřeb, Chorvatsko                   | antuka | Céline Naefová               | Emily Appletonová Prarthana Thombareová             | 4–6, 6–1, [10–8]       |